# Blumea (revista)
Blumea (abreviado Blumea) es una revista ilustrada con descripciones botánicas que es editada en Holanda desde el año 1934 con el nombre de Blumea; Tijdschrift voor de Systematiek en de Geografie der Planten (A Journal of Plant Taxonomy and Plant Geography). Leiden. 
Lleva el nombre de Blumea en honor del naturalista y botánico alemán-neerlandés Carl Ludwig Blume.
A excepción de un breve período durante la Segunda Guerra Mundial, Blumea se ha publicado continuamente desde 1934. Trata de la taxonomía, morfología, anatomía, biogeografía y ecología de espermatofitas y criptógamas nativas del Sudeste de Asia, África subsahariana (excluida Sudáfrica ) y América del Sur. Blumea se publica tres veces al año, con cada tema de numeración en torno a las 600 páginas.